# Crnogorska ženska rukometna reprezentacija
Crnogorska ženska rukometna reprezentacija predstavlja državu Crnu Goru u međunarodnom ženskom rukometu.

## Nastupi na velikim natjecanjima

### Olimpijske igre
- Na OI 2012. crnogorska ženska reprezentacija nastupala u sastavu: srebro

Izbornik Dragan Adžić, reprezentacija nastupila u sastavu:
- Sonja Barjaktarović, Marina Vukčević, Maja Savić, Majda Mehmedović, Radmila Miljanić, Jovanka Radičević, Ana Đokić, Suzana Lazović, Bojana Popović, Marija Jovanović, Milena Knežević, Anđela Bulatović, Ana Radović, Katarina Bulatović.

### Svjetska prvenstva
- 2011.: 10. mjesto

### Europska prvenstva
- 2010.: 6. mjesto

- 2012.: zlato

Crnogorska ženska rukometna reprezentacija je na EP 2012. osvojila šampionsku titulu u sastavu:
- Sonja Barjaktarović, Marina Vukčević, Biljana Pavićević, Majda Mehmedović, Radmila Miljanić, Jovanka Radičević, Suzana Lazović, Ana Đokić, Marija Jovanović,Sandra Nikčević, Milena Knežević, Anđela Bulatović, Katarina Bulatović, Andrea Klikovac.

Izbornik Dragan Adžić.